# Acton Burnell
Acton Burnell è un villaggio e parrocchia civile dell'Inghilterra, appartenente alla contea dello Shropshire.